# Bundestagswahlkreis Wetterau I
Der Wahlkreis Wetterau I (Wahlkreis 176, bis zur Bundestagswahl 2021 Wahlkreis 177) ist ein Bundestagswahlkreis in Hessen. Der Wahlkreis umfasst vom Wetteraukreis die Gemeinden Bad Nauheim, Bad Vilbel, Butzbach, Echzell, Florstadt, Friedberg (Hessen), Karben, Münzenberg, Nidda, Niddatal, Ober-Mörlen, Ranstadt, Reichelsheim (Wetterau), Rockenberg, Rosbach v. d. Höhe, Wölfersheim und Wöllstadt. Bis zur Bundestagswahl 1976 hieß der Wahlkreis Friedberg und anschließend bis zur Bundestagswahl 2009 Wetterau. Zur Bundestagswahl 2013 erhielt Hessen einen zusätzlichen Wahlkreis; in diesem Zusammenhang wurde der alte Wahlkreis Wetterau verkleinert und in Wetterau I umbenannt.

## Wahlkreisgeschichte
| Wahl      | Wahlkreisname  | Gebiet |
| --------- | -------------- | --- |
| 1949      | IX             | Landkreis Büdingen, Landkreis Friedberg |
| 1953–1969 | 136 Friedberg  | Landkreis Büdingen, Landkreis Friedberg |
| 1972      | 136 Friedberg  | - Wetteraukreis ohne den Ortsteil Helfersdorf der Gemeinde Kefenrod und ohne den Ortsteil Wolferborn der Gemeinde Büdingen, - vom Landkreis Gelnhausen die Ortsteile Hain-Gründau und Mittel-Gründau der Gemeinde Gründau, - vom Landkreis Hanau den Ortsteil Altwiedermus der Gemeinde Ronneburg, - vom Hochtaunuskreis den Ortsteil Burgholzhausen vor der Höhe der Gemeinde Friedrichsdorf und den Stadtteil Ober-Erlenbach von Bad Homburg vor der Höhe, - vom Vogelsbergkreis die Stadt Schotten und - von der kreisfreien Stadt Frankfurt am Main die Stadtteile Frankfurt-Harheim, Frankfurt-Nieder-Erlenbach und Frankfurt-Nieder-Eschbach |
| 1976      | 136 Wetterau   | Wetteraukreis |
| 1980–1998 | 134 Wetterau   | Wetteraukreis |
| 2002–2005 | 178 Wetterau   | Wetteraukreis, vom Main-Kinzig-Kreis die Gemeinden Bad Soden-Salmünster, Brachttal und Wächtersbach |
| 2009      | 177 Wetterau   | Wetteraukreis, vom Main-Kinzig-Kreis die Gemeinden Bad Soden-Salmünster, Brachttal und Wächtersbach |
| 2013–2021 | 177 Wetterau I | vom Wetteraukreis die Gemeinden Bad Nauheim, Bad Vilbel, Butzbach, Echzell, Florstadt, Friedberg (Hessen), Karben, Münzenberg, Nidda, Niddatal, Ober-Mörlen, Ranstadt, Reichelsheim (Wetterau), Rockenberg, Rosbach v. d. Höhe, Wölfersheim und Wöllstadt |

## Wahlkreisabgeordnete
| Wahl            | Abgeordneter | Abgeordneter                | Partei | Stimmen in % |
| --------------- | ------------ | --------------------------- | ------ | ------------ |
| 1949            |              | Wilhelm Knothe              | SPD    | 33,1         |
| 1952 (Nachwahl) |              | Kurt Moosdorf               | SPD    |              |
| 1953            |              | Willi Richter               | SPD    |              |
| 1957            |              | Lucie Beyer                 | SPD    |              |
| 1961            |              | Lucie Beyer                 | SPD    |              |
| 1965            |              | Lucie Beyer                 | SPD    |              |
| 1969            |              | Georg Schlaga               | SPD    |              |
| 1972            |              | Georg Schlaga               | SPD    |              |
| 1976            |              | Georg Schlaga               | SPD    |              |
| 1980            | 49,6         | Georg Schlaga               | SPD    |              |
| 1983            |              | Christian Schwarz-Schilling | CDU    |              |
| 1987            | 45,3         | Christian Schwarz-Schilling | CDU    |              |
| 1990            | 44,2         | Christian Schwarz-Schilling | CDU    |              |
| 1994            | 46,3         | Christian Schwarz-Schilling | CDU    |              |
| 1998            |              | Nina Hauer                  | SPD    | 46,3         |
| 2002            | 46,4         | Nina Hauer                  | SPD    |              |
| 2005            | 43,3         | Nina Hauer                  | SPD    |              |
| 2009            |              | Lucia Puttrich              | CDU    | 41,0         |
| 2013            |              | Oswin Veith                 | CDU    | 47,1         |
| 2017            | 36,4         | Oswin Veith                 | CDU    |              |
| 2021            |              | Natalie Pawlik              | SPD    | 29,7         |
| 2025            |              | Thomas Pauls                | CDU    | 33,7         |

## Wahlergebnisse

### Bundestagswahl 2025
| Kandidaten                                  | Kandidaten                | Parteien/Listen     | Erststimmen | Erststimmen | Zweitstimmen | Zweitstimmen |
| Kandidaten                                  | Kandidaten                | Parteien/Listen     | Stimmen     | %           | Stimmen      | %            |
| ------------------------------------------- | ------------------------- | ------------------- | ----------- | ----------- | ------------ | ------------ |
|                                             | Natalie Pawlik*           | SPD                 | 38.192      | 25,7        | 26.144       | 17,6         |
|                                             | Thomas Paulsgewählt im WK | CDU                 | 49.929      | 33,7        | 45.704       | 30,7         |
|                                             | Joshua Esra Edel          | GRÜNE               | 14.407      | 9,7         | 19.686       | 13,2         |
|                                             | Peter Heidt               | FDP                 | 5.766       | 3,9         | 7.963        | 5,4          |
|                                             | Klaus Dieter Herrmann     | AfD                 | 25.930      | 17,5        | 25.828       | 17,4         |
|                                             | Lukas Freiberger          | Die Linke           | 7.726       | 5,2         | 10.598       | 7,1          |
|                                             | Cenk Gönül                | FREIE WÄHLER        | 3.830       | 2,6         | 2.377        | 1,6          |
|                                             | —                         | Tierschutzpartei    | –           | –           | 1.990        | 1,3          |
|                                             | —                         | Die PARTEI          | –           | –           | 824          | 0,6          |
|                                             | Markus Maienschein        | Volt                | 2.575       | 1,7         | 1.425        | 1,0          |
|                                             | —                         | PdH                 | –           | –           | 130          | 0,1          |
|                                             | —                         | MLPD                | –           | –           | 29           | 0,0          |
|                                             | —                         | BÜNDNIS DEUTSCHLAND | –           | –           | 221          | 0,1          |
|                                             | —                         | BSW                 | –           | –           | 5.714        | 3,8          |
| Gesamt                                      | Gesamt                    | Gesamt              | 148.355     | 100         | 148.633      | 100          |
|                                             |                           |                     |             |             |              |              |
| Ungültige Stimmen                           | Ungültige Stimmen         | Ungültige Stimmen   | 1.442       | 1,0         | 1.164        | 0,8          |
| Wähler                                      | Wähler                    | Wähler              | 149.797     | 84,7        | 149.797      | 84,7         |
| Wahlberechtigte                             | Wahlberechtigte           | Wahlberechtigte     | 176.890     |             | 176.890      |              |
|                                             |                           |                     |             |             |              |              |
| Quellen: Die Bundeswahlleiterin, Kandidaten |                           |                     |             |             |              |              |

- Natalie Pawik zieht über Listenplatz 8 der SPD Hessen in den 21. Deutschen Bundestag ein.

### Bundestagswahl 2021
Die Bundestagswahl 2021 fand am Sonntag, den 26. September 2021, statt. In Hessen hatten sich 25 Parteien mit ihrer Landesliste beworben. Die APPD wurde vom Bundeswahlausschuss nicht als Partei anerkannt. Die SGP wurde vom Landeswahlausschuss zurückgewiesen, da nicht die erforderlichen fünfhundert Unterschriften zur Unterstützung vorgelegt wurden. Somit bewarben sich 23 Parteien mit ihren Landeslisten in Hessen. Auf den Landeslisten kandidierten insgesamt 447 Bewerber, davon etwas mehr als ein Drittel (156) Frauen.
| Kandidaten                                             | Kandidaten                  | Parteien/Listen      | Erststimmen | Erststimmen | Zweitstimmen | Zweitstimmen |
| Kandidaten                                             | Kandidaten                  | Parteien/Listen      | Stimmen     | %           | Stimmen      | %            |
| ------------------------------------------------------ | --------------------------- | -------------------- | ----------- | ----------- | ------------ | ------------ |
|                                                        | Natalie Pawlikgewählt im WK | SPD                  | 40.618      | 29,7        | 35.909       | 26,2         |
|                                                        | Armin Häuser                | CDU                  | 38.807      | 28,3        | 32.419       | 23,6         |
|                                                        | Michaela Colletti           | GRÜNE                | 18.996      | 13,9        | 21.917       | 16,0         |
|                                                        | Peter Heidt                 | FDP                  | 15.000      | 11,0        | 19.043       | 13,9         |
|                                                        | Andreas Lichert             | AfD                  | 11.318      | 8,3         | 11.680       | 8,5          |
|                                                        | Cenk Gönül                  | FREIE WÄHLER         | 4.238       | 3,1         | 2.812        | 2,0          |
|                                                        | Julian Eder                 | DIE LINKE            | 3.904       | 2,9         | 4.905        | 3,6          |
|                                                        | Eva Rosen                   | dieBasis             | 2.411       | 1,8         | 1.915        | 1,4          |
|                                                        | Stephan Flindt              | PIRATEN              | 1.633       | 1,2         | 771          | 0,6          |
|                                                        | –                           | Tierschutzpartei     | –           | –           | 2.255        | 1,6          |
|                                                        | –                           | Die PARTEI           | –           | –           | 1.153        | 0,8          |
|                                                        | –                           | Team Todenhöfer      | –           | –           | 637          | 0,5          |
|                                                        | –                           | Volt                 | –           | –           | 559          | 0,4          |
|                                                        | –                           | NPD                  | –           | –           | 352          | 0,3          |
|                                                        | –                           | Gesundheitsforschung | –           | –           | 230          | 0,2          |
|                                                        | –                           | V-Partei³            | –           | –           | 162          | 0,1          |
|                                                        | –                           | ÖDP                  | –           | –           | 145          | 0,1          |
|                                                        | –                           | Die Humanisten       | –           | –           | 139          | 0,1          |
|                                                        | –                           | Bündnis C            | –           | –           | 114          | 0,1          |
|                                                        | –                           | BÜNDNIS21            | –           | –           | 50           | 0,0          |
|                                                        | –                           | LKR                  | –           | –           | 39           | 0,0          |
|                                                        | –                           | DKP                  | –           | –           | 29           | 0,0          |
|                                                        | –                           | MLPD                 | –           | –           | 22           | 0,0          |
| Gesamt                                                 | Gesamt                      | Gesamt               | 136.925     | 100         | 137.257      | 100          |
|                                                        |                             |                      |             |             |              |              |
| Ungültige Stimmen                                      | Ungültige Stimmen           | Ungültige Stimmen    | 2.010       | 1,4         | 1.678        | 1,2          |
| Wähler                                                 | Wähler                      | Wähler               | 138.935     | 78,5        | 138.935      | 78,5         |
| Wahlberechtigte                                        | Wahlberechtigte             | Wahlberechtigte      | 176.897     |             | 176.897      |              |
|                                                        |                             |                      |             |             |              |              |
| Quellen: Die Bundeswahlleiterin, Kandidaten – Ergebnis |                             |                      |             |             |              |              |

### Bundestagswahl 2017
Die Bundestagswahl 2017 fand am Sonntag, den 24. September 2017, statt. In Hessen hatten sich 20 Parteien mit ihrer Landesliste beworben. Die Allianz Deutscher Demokraten zog ihre Bewerbung zurück. Die Violetten wurde vom Landeswahlausschuss zurückgewiesen, da nicht die erforderlichen zweitausend Unterschriften zur Unterstützung vorgelegt wurden. Somit bewarben sich 18 Parteien mit ihren Landeslisten in Hessen. Auf den Landeslisten kandidierten insgesamt 353 Bewerber, davon nicht ganz ein Drittel (114) Frauen.
| Gegenstand der Nachweisung | Gegenstand der Nachweisung | Erst- stimmen | Erst- stimmen | Zweit- stimmen | Zweit- stimmen |
| Bewerber                   | Partei                     | Anzahl        | %             | Anzahl         | %              |
| -------------------------- | -------------------------- | ------------- | ------------- | -------------- | -------------- |
| Wahlberechtigte            | Wahlberechtigte            | 196.359       | 100           | 196.359        | 100            |
| Wähler                     | Wähler                     | 153.932       | 78,4          | 153.932        | 78,4           |
| Ungültige Stimmen          | Ungültige Stimmen          | 2.204         | 1,4           | 1.867          | 1,2            |
| Gültige Stimmen            | Gültige Stimmen            | 151.728       | 98,6          | 152.065        | 98,8           |
| davon                      |                            |               |               |                |                |
| Oswin Veith                | CDU                        | 55.166        | 36,4          | 48.498         | 31,9           |
| Natalie Pawlik             | SPD                        | 44.347        | 29,2          | 34.406         | 22,6           |
| Kathrin Anders             | GRÜNE                      | 12.708        | 8,4           | 14.754         | 9,7            |
| Julian Simon Eder          | DIE LINKE                  | 7.501         | 4,9           | 10.433         | 6,9            |
| Klaus Herrmann             | AfD                        | 16.484        | 10,9          | 17.548         | 11,5           |
| Peter Heidt                | FDP                        | 12.122        | 8             | 19.289         | 12,7           |
|                            | PIRATEN                    | -             | -             | 620            | 0,4            |
| Stefan Jagsch              | NPD                        | 772           | 0,5           | 856            | 0,6            |
| Thorsten Schwellnus        | FREIE WÄHLER               | 2.628         | 1,7           | 1399           | 0,9            |
|                            | Die PARTEI                 | -             | -             | 1347           | 0,9            |
|                            | Büso                       | -             | -             | 27             | 0              |
|                            | MLPD                       | -             | -             | 25             | 0              |
|                            | BGE                        | -             | -             | 267            | 0,2            |
|                            | DKP                        | -             | -             | 24             | 0              |
|                            | DM                         | -             | -             | 279            | 0,2            |
|                            | ÖDP                        | -             | -             | 260            | 0,2            |
|                            | Tierschutzpartei           | -             | -             | 1764           | 1,2            |
|                            | V-Partei³                  | -             | -             | 269            | 0,2            |

### Bundestagswahl 2013
| Gegenstand der Nachweisung | Gegenstand der Nachweisung | Erst- stimmen | Erst- stimmen | Zweit- stimmen | Zweit- stimmen |
| Bewerber                   | Partei                     | Anzahl        | %             | Anzahl         | %              |
| -------------------------- | -------------------------- | ------------- | ------------- | -------------- | -------------- |
| Wahlberechtigte            | Wahlberechtigte            | 175.085       | 100,0         | 175.085        | 100,0          |
| Wähler                     | Wähler                     | 131.480       | 75,1          | 131.480        | 75,1           |
| Ungültige Stimmen          | Ungültige Stimmen          | 3.710         | 2,8           | 3.331          | 2,5            |
| Gültige Stimmen            | Gültige Stimmen            | 127.770       | 100,0         | 128.149        | 100,0          |
| davon                      |                            |               |               |                |                |
| Oswin Veith                | CDU                        | 60.118        | 47,1          | 52.419         | 40,9           |
| Stefan Lux                 | SPD                        | 40.805        | 31,9          | 34.937         | 27,3           |
| Natascha Colette Baumann   | FDP                        | 3.527         | 2,8           | 7.586          | 5,9            |
| Antje Gesinn               | GRÜNE                      | 9.497         | 7,4           | 11.991         | 9,4            |
| Gabriele Faulhaber         | DIE LINKE                  | 6.174         | 4,8           | 6.615          | 5,2            |
| Marc Stephan Weitz         | PIRATEN                    | 2.863         | 2,2           | 2.535          | 2,0            |
| Stefan Jagsch              | NPD                        | 2.364         | 1,9           | 1.860          | 1,5            |
|                            | REP                        | –             | –             | 194            | 0,2            |
|                            | BüSo                       | –             | –             | 110            | 0,1            |
|                            | MLPD                       | –             | –             | 23             | 0,0            |
|                            | AfD                        | –             | –             | 7.608          | 5,9            |
|                            | pro Deutschland            | –             | –             | 170            | 0,1            |
| Rebecca Scholz             | FREIE WÄHLER               | 2.422         | 1,9           | 1.440          | 1,1            |
|                            | Die PARTEI                 | –             | –             | 604            | 0,5            |
|                            | PSG                        | –             | –             | 57             | 0,0            |

### Bundestagswahl 2009
| Gegenstand der Nachweisung | Gegenstand der Nachweisung | Erst- stimmen | Erst- stimmen | Zweit- stimmen | Zweit- stimmen |
| Bewerber                   | Partei                     | Anzahl        | %             | Anzahl         | %              |
| -------------------------- | -------------------------- | ------------- | ------------- | -------------- | -------------- |
| Wahlberechtigte            | Wahlberechtigte            | 246.697       | 100,0         | 246.697        | 100,0          |
| Wähler                     | Wähler                     | 183.820       | 74,5          | 183.820        | 74,5           |
| Ungültige Stimmen          | Ungültige Stimmen          | 4.122         | 2,2           | 4.002          | 2,2            |
| Gültige Stimmen            | Gültige Stimmen            | 179.698       | 100,0         | 179.818        | 100,0          |
| davon                      |                            |               |               |                |                |
| Nina Hauer                 | SPD                        | 59.420        | 33,1          | 45.085         | 25,1           |
| Lucia Puttrich             | CDU                        | 73.702        | 41,0          | 60.038         | 33,4           |
| Achim Güssgen              | FDP                        | 16.284        | 9,1           | 31.612         | 17,6           |
| Christian Kolb             | GRÜNE                      | 12.425        | 6,9           | 19.242         | 10,7           |
| Gabriele Faulhaber         | LINKE                      | 11.116        | 6,2           | 13.681         | 7,6            |
| Daniel Lachmann            | NPD                        | 3.792         | 2,1           | 3.426          | 1,9            |
|                            | REP                        | –             | –             | 677            | 0,4            |
| Christa Rust               | Die Tierschutzpartei       | 2.631         | 1,5           | 2.069          | 1,2            |
|                            | BüSo                       | –             | –             | 182            | 0,1            |
|                            | MLPD                       | –             | –             | 45             | 0,0            |
|                            | DVU                        | –             | –             | 138            | 0,1            |
|                            | PIRATEN                    | –             | –             | 3.623          | 2,0            |
| Manuel Hachenburger        | Einzelbewerber             | 328           | 0,2           | –              | –              |

### Bundestagswahl 2005
| Gegenstand der Nachweisung | Gegenstand der Nachweisung | Erst- stimmen | Erst- stimmen | Zweit- stimmen | Zweit- stimmen |
| Bewerber                   | Partei                     | Anzahl        | %             | Anzahl         | %              |
| -------------------------- | -------------------------- | ------------- | ------------- | -------------- | -------------- |
| Wahlberechtigte            | Wahlberechtigte            | 242.940       | 100,0         | 242.940        | 100,0          |
| Wähler                     | Wähler                     | 191.145       | 78,7          | 191.145        | 78,7           |
| Ungültige Stimmen          | Ungültige Stimmen          | 4.468         | 2,3           | 4.524          | 2,4            |
| Gültige Stimmen            | Gültige Stimmen            | 186.677       | 100,0         | 186.621        | 100,0          |
| davon                      |                            |               |               |                |                |
| Nina Hauer                 | SPD                        | 80.828        | 43,3          | 64.729         | 34,7           |
| Klaus Minkel               | CDU                        | 78.156        | 41,9          | 64.594         | 34,6           |
| Brigitte Nell-Düvel        | GRÜNE                      | 7.251         | 3,9           | 17.051         | 9,1            |
| Achim Güssgen              | FDP                        | 7.788         | 4,2           | 23.215         | 12,4           |
| Martin Hinz                | Die Linke.                 | 7.439         | 4,0           | 9.267          | 5,0            |
|                            | REP                        | –             | –             | 1.221          | 0,7            |
|                            | Die Tierschutzpartei       | –             | –             | 1.566          | 0,8            |
| Carsten von Waffenstein    | NPD                        | 4.176         | 2,2           | 3.695          | 2,0            |
|                            | GRAUE                      | –             | –             | 797            | 0,4            |
|                            | BüSo                       | –             | –             | 172            | 0,1            |
|                            | MLPD                       | –             | –             | 83             | 0,0            |
|                            | PSG                        | –             | –             | 231            | 0,1            |
| Jürgen Demuth              | Einzelbewerber             | 1.039         | 0,6           | –              | –              |

### Bundestagswahl 2002
| Gegenstand der Nachweisung | Gegenstand der Nachweisung | Erst- stimmen | Erst- stimmen | Zweit- stimmen | Zweit- stimmen |
| Bewerber                   | Partei                     | Anzahl        | %             | Anzahl         | %              |
| -------------------------- | -------------------------- | ------------- | ------------- | -------------- | -------------- |
| Wahlberechtigte            | Wahlberechtigte            | 240.425       | 100,0         | 240.425        | 100,0          |
| Wähler                     | Wähler                     | 192.786       | 80,2          | 192.786        | 80,2           |
| Ungültige Stimmen          | Ungültige Stimmen          | 4.363         | 2,3           | 4.382          | 2,3            |
| Gültige Stimmen            | Gültige Stimmen            | 188.423       | 100,0         | 188.404        | 100,0          |
| davon                      |                            |               |               |                |                |
| Nina Hauer                 | SPD                        | 87.371        | 46,4          | 73.552         | 39,0           |
| Klaus Minkel               | CDU                        | 78.393        | 41,6          | 71.622         | 38,0           |
| Michael Hack               | GRÜNE                      | 7.792         | 4,1           | 18.648         | 9,9            |
| Katharina Lille            | FDP                        | 9.627         | 5,1           | 16.602         | 8,8            |
|                            | REP                        | –             | –             | 978            | 0,5            |
| Astrid Nord                | PDS                        | 1.567         | 0,8           | 1.997          | 1,1            |
|                            | Die Tierschutzpartei       | –             | –             | 1.005          | 0,5            |
| Armin Carove               | NPD                        | 2.919         | 1,5           | 1.807          | 1,0            |
|                            | GRAUE                      | –             | –             | 344            | 0,2            |
|                            | PBC                        | –             | –             | 403            | 0,2            |
|                            | CM                         | –             | –             | 107            | 0,1            |
|                            | ödp                        | –             | –             | 110            | 0,1            |
|                            | BüSo                       | –             | –             | 57             | 0,0            |
|                            | Schill                     | –             | –             | 1.172          | 0,6            |
| Sebastian Kauer            | Einzelbewerber             | 754           | 0,4           | –              | –              |

### Bundestagswahl 1998
| Gegenstand der Nachweisung  | Gegenstand der Nachweisung | Erst- stimmen | Erst- stimmen | Zweit- stimmen | Zweit- stimmen |
| Bewerber                    | Partei                     | Anzahl        | %             | Anzahl         | %              |
| --------------------------- | -------------------------- | ------------- | ------------- | -------------- | -------------- |
| Wahlberechtigte             | Wahlberechtigte            | 211.682       | 100,0         | 211.682        | 100,0          |
| Wähler                      | Wähler                     | 177.648       | 83,9          | 177.648        | 83,9           |
| Ungültige Stimmen           | Ungültige Stimmen          | 3.610         | 2,0           | 2.955          | 1,7            |
| Gültige Stimmen             | Gültige Stimmen            | 174.038       | 100,0         | 174.693        | 100,0          |
| davon                       |                            |               |               |                |                |
| Christian Schwarz-Schilling | CDU                        | 71.641        | 41,2          | 61.160         | 35,0           |
| Nina Hauer                  | SPD                        | 80.548        | 46,3          | 73.043         | 41,8           |
| Gertrud Amrein              | GRÜNE                      | 7.107         | 4,1           | 12.623         | 7,2            |
| Volker Hoffmann             | F.D.P.                     | 4.814         | 2,8           | 14.119         | 8,1            |
| Sven Weiberg                | PDS                        | 1.713         | 1,0           | 2.205          | 1,3            |
|                             | APPD                       | –             | –             | 182            | 0,1            |
|                             | BüSo                       | –             | –             | 65             | 0,0            |
| Albrecht Börner             | BFB – Die Offensive        | 1.352         | 0,8           | 1.045          | 0,6            |
|                             | Chance 2000                | –             | –             | 170            | 0,1            |
|                             | CM                         | –             | –             | 97             | 0,1            |
|                             | DVU                        | –             | –             | 1.526          | 0,9            |
|                             | GRAUE                      | –             | –             | 304            | 0,2            |
| Dietrich Winkelmann         | REP                        | 3.415         | 2,0           | 3.223          | 1,8            |
|                             | DIE FRAUEN                 | –             | –             | 205            | 0,1            |
|                             | Pro DM                     | –             | –             | 1.268          | 0,7            |
|                             | Die Tierschutzpartei       | –             | –             | 664            | 0,4            |
| Volker Sachs                | NPD                        | 2.929         | 1,7           | 2.190          | 1,3            |
|                             | NATURGESETZ                | –             | –             | 126            | 0,1            |
|                             | ödp                        | –             | –             | 93             | 0,1            |
| Peter Paul Meyer            | PBC                        | 519           | 0,3           | 350            | 0,2            |
|                             | PSG                        | –             | –             | 35             | 0,0            |

### Bundestagswahl 1994
| Gegenstand der Nachweisung  | Gegenstand der Nachweisung | Erst- stimmen | Erst- stimmen | Zweit- stimmen | Zweit- stimmen |
| Bewerber                    | Partei                     | Anzahl        | %             | Anzahl         | %              |
| --------------------------- | -------------------------- | ------------- | ------------- | -------------- | -------------- |
| Wahlberechtigte             | Wahlberechtigte            | 207.477       | 100,0         | 207.477        | 100,0          |
| Wähler                      | Wähler                     | 169.407       | 81,7          | 169.407        | 81,7           |
| Ungültige Stimmen           | Ungültige Stimmen          | 2.941         | 1,7           | 2.569          | 1,5            |
| Gültige Stimmen             | Gültige Stimmen            | 166.466       | 100,0         | 166.838        | 100,0          |
| davon                       |                            |               |               |                |                |
| Christian Schwarz-Schilling | CDU                        | 77.011        | 46,3          | 68.932         | 41,3           |
| Dorle Marx                  | SPD                        | 68.323        | 41,0          | 62.684         | 37,6           |
| Peter Heidt                 | F.D.P.                     | 5.388         | 3,2           | 13.764         | 8,2            |
| Rudolf Schwedes             | GRÜNE                      | 10.891        | 6,5           | 13.828         | 8,3            |
| Dietrich Winkelmann         | REP                        | 4.384         | 2,6           | 4.245          | 2,5            |
|                             | PDS                        | –             | –             | 1.462          | 0,9            |
|                             | Solidarität                | –             | –             | 63             | 0,0            |
|                             | DIE GRAUEN                 | –             | –             | 643            | 0,4            |
|                             | NATURGESETZ                | –             | –             | 390            | 0,2            |
|                             | MLPD                       | –             | –             | 22             | 0,0            |
|                             | ÖDP                        | –             | –             | 330            | 0,2            |
| Richard Reuning             | PBC                        | 469           | 0,3           | 475            | 0,3            |

### Bundestagswahl 1990
| Gegenstand der Nachweisung  | Gegenstand der Nachweisung | Erst- stimmen | Erst- stimmen | Zweit- stimmen | Zweit- stimmen |
| Bewerber                    | Partei                     | Anzahl        | %             | Anzahl         | %              |
| --------------------------- | -------------------------- | ------------- | ------------- | -------------- | -------------- |
| Wahlberechtigte             | Wahlberechtigte            | 202.467       | 100,0         | 202.467        | 100,0          |
| Wähler                      | Wähler                     | 163.639       | 80,8          | 163.639        | 80,8           |
| Ungültige Stimmen           | Ungültige Stimmen          | 2.370         | 1,4           | 1.901          | 1,2            |
| Gültige Stimmen             | Gültige Stimmen            | 161.269       | 100,0         | 161.738        | 100,0          |
| davon                       |                            |               |               |                |                |
| Christian Schwarz-Schilling | CDU                        | 71.237        | 44,2          | 67.325         | 41,6           |
| Dorle Marx                  | SPD                        | 63.820        | 39,6          | 61.196         | 37,8           |
| Annemarie Charlotte Bach    | GRÜNE                      | 7.466         | 4,6           | 7.364          | 4,6            |
| Barbara Uhdris              | F.D.P.                     | 11.011        | 6,8           | 18.420         | 11,4           |
| Ludwig Theodor Neise        | DIE GRAUEN                 | 1.419         | 0,9           | 1.268          | 0,8            |
| Hermann Hölzel              | REP                        | 3.256         | 2,0           | 3.261          | 2,0            |
| Volker Sachs                | NPD                        | 2.298         | 1,4           | 1.973          | 1,2            |
| Kai Schlegelmilch           | ÖDP                        | 762           | 0,5           | 563            | 0,3            |
|                             | PDS                        | –             | –             | 368            | 0,2            |

### Bundestagswahl 1987
| Gegenstand der Nachweisung  | Gegenstand der Nachweisung | Erst- stimmen | Erst- stimmen | Zweit- stimmen | Zweit- stimmen |
| Bewerber                    | Partei                     | Anzahl        | %             | Anzahl         | %              |
| --------------------------- | -------------------------- | ------------- | ------------- | -------------- | -------------- |
| Wahlberechtigte             | Wahlberechtigte            | 194.955       | 100,0         | 194.955        | 100,0          |
| Wähler                      | Wähler                     | 167.210       | 85,8          | 167.210        | 85,8           |
| Ungültige Stimmen           | Ungültige Stimmen          | 2.555         | 1,5           | 2.062          | 1,2            |
| Gültige Stimmen             | Gültige Stimmen            | 164.655       | 100,0         | 165.148        | 100,0          |
| davon                       |                            |               |               |                |                |
| Christian Schwarz-Schilling | CDU                        | 74.667        | 45,3          | 69.380         | 42,0           |
| Gerd Häuser                 | SPD                        | 68.649        | 41,7          | 64.493         | 39,1           |
| Martin Holzfuss             | F.D.P.                     | 7.079         | 4,3           | 14.902         | 9,0            |
| Gertrud Maria Gertz         | GRÜNE                      | 10.355        | 6,3           | 12.861         | 7,8            |
|                             | FRAUEN                     | –             | –             | 440            | 0,3            |
|                             | MLPD                       | –             | –             | 47             | 0,0            |
| Volker Sachs                | NPD                        | 2.848         | 1,7           | 2.570          | 1,6            |
|                             | ÖDP                        | –             | –             | 333            | 0,2            |
| Werner Fischer              | Patrioten                  | 162           | 0,1           | 122            | 0,1            |
| Wolfgang Repp               | FRIEDEN                    | 895           | 0,5           | –              | –              |

### Bundestagswahl 1980
| Gegenstand der Nachweisung  | Gegenstand der Nachweisung | Erst- stimmen | Erst- stimmen | Zweit- stimmen | Zweit- stimmen |
| Bewerber                    | Partei                     | Anzahl        | %             | Anzahl         | %              |
| --------------------------- | -------------------------- | ------------- | ------------- | -------------- | -------------- |
| Wahlberechtigte             | Wahlberechtigte            | 184.757       | 100,0         | 184.757        | 100,0          |
| Wähler                      | Wähler                     | 167.193       | 90,5          | 167.193        | 90,5           |
| Ungültige Stimmen           | Ungültige Stimmen          | 1.702         | 1,0           | 1.340          | 0,8            |
| Gültige Stimmen             | Gültige Stimmen            | 165.491       | 100,0         | 165.853        | 100,0          |
| davon                       |                            |               |               |                |                |
| Georg Schlaga               | SPD                        | 82.084        | 49,6          | 78.453         | 47,3           |
| Christian Schwarz-Schilling | CDU                        | 69.388        | 41,9          | 67.172         | 40,5           |
| Martin Holzfuss             | F.D.P.                     | 10.405        | 6,3           | 16.793         | 10,1           |
| Rudi Schuster               | DKP                        | 325           | 0,2           | 236            | 0,1            |
| Hans-Georg Sultze           | GRÜNE                      | 3.197         | 1,9           | 2.605          | 1,6            |
|                             | EAP                        | –             | –             | 37             | 0,0            |
| Peter Thoma                 | KBW                        | 92            | 0,1           | 42             | 0,0            |
|                             | NPD                        | –             | –             | 481            | 0,3            |
|                             | V                          | –             | –             | 34             | 0,0            |

### Bundestagswahl 1949
|                   | Partei            | Anzahl  | %     |
| ----------------- | ----------------- | ------- | ----- |
| Wahlberechtigte   | Wahlberechtigte   | 150.594 | 100,0 |
| Wähler            | Wähler            | 115.684 | 76,8  |
| Ungültige Stimmen | Ungültige Stimmen | 7.140   | 6,2   |
| Gültige Stimmen   | Gültige Stimmen   | 108.544 | 100,0 |
| davon             |                   |         |       |
| Wilhelm Knothe    | SPD               | 35.963  | 33,1  |
|                   | CDU               | 15.208  | 14,0  |
|                   | FDP               | 31.812  | 29,3  |
|                   | KPD               | 6.168   | 5,7   |
|                   | Parteilose        | 19.393  | 17,9  |